# Brigata Estense
Regia Ducale Brigata Estense era la denominazione assunta dall'esercito del Ducato di Modena e Reggio che seguì nell'esilio il duca Francesco V d'Este dall'11 giugno 1859, data della definitiva partenza da Modena, al 24 settembre 1863, data dello scioglimento a Cartigliano nel Veneto. Composta inizialmente da circa 3 600 uomini, contava al momento dello scioglimento su 2 722 effettivi.

## Origini
Sin dalla caduta del Regno italico, il restaurato signore del Ducato di Modena e Reggio, Francesco IV aveva provveduto ad armare un piccolo esercito, cui non mancarono neppure le cure del successore Francesco V, sul trono dal 1846.
La piccola armata era strettamente legata e dipendente dal corpo di occupazione austriaco nel Lombardo-Veneto, ma da essa emersero alcuni militari, fra i Manfredo Fanti, che ebbe un ruolo importante nella nascita dell'esercito italiano.
L'armata acquisì uno spirito di corpo e fedeltà alla casa austro-estense. Tanto che Francesco IV poté portarla con sé in occasione della sua fuga a Mantova del 1831, trascinandosi dietro Ciro Menotti in catene. Il figlio Francesco V poté fare lo stesso nel 1848 e poi, nel 1849 dopo la battaglia di Novara, condurre la brigata al seguito del d'Aspre all'occupazione del Granducato di Toscana.

## Fine del Ducato di Modena e Reggio
A fine aprile 1859, con lo scoppio della seconda guerra d'indipendenza italiana e la caduta del governo granducale nella confinante Toscana, le truppe estensi stanziate nei territori confinanti con il Regno di Sardegna vennero mobilitate. Il 28 maggio le guarnigioni di Massa, Carrara e Montignoso furono fatte ripiegare su Fivizzano. Il 29 aprile e il 12 maggio si registrarono alcune scaramucce attorno al borgo di Fosdinovo tra l'esercito estense e i Cacciatori della Magra filo-piemontesi, decisi quest'ultimi a dilagare in Lunigiana. Nel frattempo, il 2 maggio, il regno sardo aveva dichiarato guerra al ducato di Modena e Reggio mentre nel vicino Stato parmense la duchessa reggente Luisa Maria aveva lasciato temporaneamente la capitale.
Con lo sbarco del V Corpo d'armata francese a Livorno, il governo estense decise di richiamare tutte le truppe stanziate in Lunigiana e in Garfagnana sul versante emiliano dell'Appennino, mentre veniva fatto affluire da Bologna un battaglione austriaco. Per fermare l'avanzata franco-toscana sulle montagne, furono dislocati alcuni battaglioni sulle principali arterie di comunicazione dell'Appennino modenese e reggiano. A Pavullo fu stanziata la colonna Forghieri mentre a Casina fu insediato il centro operativo della colonna Casoni. In pianura una brigata austriaca al comando del generale Jablonsky stazionava a Carpi.
La sconfitta austriaca a Magenta e la consecutiva ritirata delle truppe imperiali dai territori dei ducati emiliani e dalla legazione pontificia di Bologna il 7 maggio, costrinse lo stato maggiore modenese a ordinare il ripiegamento delle truppe stanziate sugli Appennini. Il 10 giugno il duca Francesco V diede l'ordine ai suoi soldati di evacuare Modena e Reggio e di ritirarsi al Po. Il giorno seguente il sovrano estense abbandonava per sempre la capitale seguito dalla maggior parte delle sue truppe. L'esercito modenese, diretto a Mantova si ritirò attraverso Carpi e Guastalla, dove affluirono anche i soldati provenienti dalla guarnigione di Reggio. Il 14 giugno le truppe ducali, in tutto circa 3 800 uomini lasciavano il territorio del ducato.
Francesco V dovette compiere la terza, e ultima, fuga da Modena, l'11 giugno 1859, sette giorni dopo Magenta, mentre l'esercito austriaco abbandonava la Lombardia per portarsi sotto le fortezze del Quadrilatero. Il duca si rifugiò, come precedentemente, a Mantova, in attesa degli eventi. Il 14 giugno l'esercito modenese, in tutto circa 3 800 uomini, lasciava il territorio dell'ormai ex-ducato. Al contrario di quanto accadde con le truppe parmensi, che furono sciolte pochi giorni prima a Gualtieri (9 giugno), quelle estensi vennero riorganizzate in una brigata operativa detta Estense così suddivisa:
- Comando e Stato Maggiore
- Ufficiali del Genio
- Mezzo Squadrone Dragoni
- Divisione Dragoni di Fanteria
- R. Corpi d'Artiglieria e Pionieri
  - Stato Maggiore
  - Compagnia d'artiglieria montata
  - Compagnia Spingardieri
  - 1 Compagnia di Pionieri
- R. Reggimento di Linea
  - Stato Maggiore e Minore
  - 1º Battaglione (di Linea)
  - 2º Battaglione (di Linea)
  - 3º Battaglione (Cacciatori)
- Frazione Trasporti
- Frazione Sanitaria

Una volta raggiunto il territorio del Lombardo-Veneto, l'esercito modenese fu riorganizzato in una brigata operativa. Il 16 giugno fu accorpata alla divisione del generale Herdy che, insieme alla divisione del feldmaresciallo Jelačić, formava il II Corpo d'Armata del feldmaresciallo luogotenente Liechtenstein. Il 23 giugno, mentre il grosso delle truppe austriache muoveva verso il fiume Chiese, la Brigata Estense fu stanziata presso il forte di Belfiore, alle porte di Mantova.
I soldati modenesi non presero parte alla battaglia di Solferino a causa della mancata manovra del II Corpo d'armata, fattore che risulterà decisivo nell'esito dello scontro.
Con l'armistizio di Villafranca e la successiva pace di Zurigo, Francesco V avrebbe potuto rientrare nei propri domini, ma contando solo sulle proprie truppe. Questa condizione, unita al fatto che a Modena, sotto la supervisione di Manfredo Fanti, s'andavano già formando forze armate filo-piemontesi costituite dai Cacciatori della Magra, da elementi del Reggimento Real Navi della Regia Marina Sarda e dagli uomini della divisione Toscana, resero impossibile un ritorno del duca negli Stati Estensi.

## Permanenza nel Lombardo-Veneto
Nei quasi quattro anni di permanenza nella parte del Lombardo-Veneto ancora facente parte dell'Impero austriaco, la Brigata Estense giunse a contare fino a 5 000 effettivi per il sopraggiungere di volontari desiderosi di arruolarsi; giovani dell'ex-Ducato di Modena e Reggio che preferivano oltrepassare il Po, per porsi al servizio del Duca, piuttosto che rispondere alle chiamate alle armi del neonato Regno d'Italia, ma anche sbandati o appartenenti a famiglie legate alla dinastia da vincoli economici.

## Iniziative politiche del Duca Francesco V d'Este
Nell'anno 1860 si profilò per questo piccolo esercito la possibilità di essere impiegato al servizio del Pio IX: lo stesso imperatore Francesco Giuseppe avrebbe caldeggiato questa eventualità rendendo disponibile la flotta austriaca per il trasporto delle truppe in Adriatico. Nello stesso anno però gli eventi precipitarono con la spedizione di Garibaldi, l'occupazione del regno borbonico, l'intervento del Regno di Sardegna con il dispiegamento della flotta di fronte ad Ancona e la discesa dell'esercito nello Stato Pontificio. Il progetto del duca non ebbe attuazione e fu definitivamente accantonato.

## Scioglimento

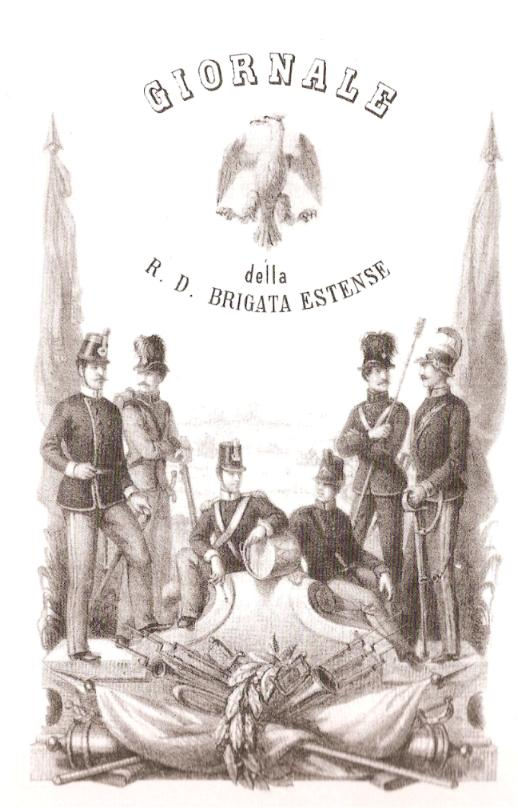
Il Giornale della Brigata Estense

Il 24 settembre 1863, presso la villa Morosini Cappello di Cartigliano, vicino a Vicenza, la Brigata Estense fu ufficialmente sciolta.
Il duca, nella cerimonia di scioglimento avvenuta presso la villa Morosini Cappello di Cartigliano, vicino a Vicenza,  decorò i suoi soldati con la cosiddetta medaglia dell'emigrazione coniata in bronzo e raffigurante da un lato la sua effigie e dall'altro l'iscrizione: FIDELITATI ET CONSTANTIAE IN ADVERSIS - MDCCCLXIII.
Nel pomeriggio della stessa giornata in Bassano, il generale Agostino Saccozzi comandante della brigata, molti ufficiali e un reparto composto da granatieri del 1º e 2º Battaglione di linea si recarono nella casa dove alloggiavano Francesco V e la duchessa Adelgonda per consegnare nelle mani del sovrano le bandiere che come disse  avrebbe conservato sempre con sé senza perdere la speranza di poterle dispiegare nuovamente un giorno fra i suoi fedeli soldati. Questo fu l'ultimo atto ufficiale dell'esercito del Ducato di Modena e Reggio.

Ecco la testimonianza di Domenico Panizzi, soldato della brigata: 
(Testimonianza del soldato Panizzi in "Il Genio Cattolico", Reggio Emilia, 16 dicembre 1875, Archivio di Stato di Modena. Archivio privato de Volo, busta 118.)
Nei giorni seguenti si svolsero le incombenze burocratiche relative al trasferimento presso il reparto di destinazione dei militari integrati nell'Armata Imperiale e al rimpatrio dei congedati, la vendita dei cavalli e di altro materiale e la consegna delle armi negli arsenali austriaci come previsto dagli accordi.
All'atto dello scioglimento, dei 2 722 effettivi ancora arruolati, ben 1 111 (156 ufficiali e 955 militari di truppa) chiesero e ottennero di entrare a far parte dell'Imperial Regia Armata.
Il 5 ottobre 1863 il tenente maresciallo Luigi Pokorny li accolse con queste parole:
Il destino altrimenti dispose di quanto una tanta fedeltà, eternamente duratura nelle pagine della storia, avrebbe meritato.
(…) Dall'Austria i guerrieri di tante nazioni salutandovi, vi chiamano i benvenuti. Io in loro nome vi stringo la mano, e vi consegno la vostra nuova bandiera, pur essa vessillo della legittimità e della religione, ed in cui pure risplende il glorioso stemma estense.»